# Дия (река)
Дие или Тайя (на чешки: Dyje; на немски: Thaya) – река в Австрия (провинция Долна Австрия) и Чехия (Южноморавски край), десен приток на Морава (ляв приток на Дунав). Дължина 235,4 km (с дясната съставяща я река Австрийска Тайя 311 km), площ на водосборния басейн 12 772 km².
Названието на реката произхожда от илирийски, където Дуяс означава „кипяща река“.
Река Дие се образува при австрийския град Раабс ан дер Тайя, на 401 m н.в. от сливането на двете съставящи я реки Моравска Дие (68 km, лява съставяща) и Австрийска (Немска) Тайя (75 km, дясна съставяща), водещи началото си от южните части на Чешко-Моравското възвишение. По цялото си протежение Дие тече в дълбоко врязана долина (на отделни места височината на бреговете ѝ достига до 100 m) през южните части на възвишението, като неколкократно навлиза ту на чешка, ту на австрийска територия, а в отделни участъци служи за граница между двете държави. В най-долното си течение завива на юг и се влива отдясно в река Морава (ляв приток на Дунав), на 148 m н.в., на 3 km източно от австрийския град Хоенау.
На юг водосборният басейн на Дие граничи с водосборните басейни на реките Цайя (десен приток на Морава), Гьолерсбах и Камп (леви притоци на Дунав), на запад и север – с водосборния басейн на река Елба (от басейна на Северно море), а на изток – с водосборните басейни на реките Ромже, Гана, Кийовка и други по-малки, десни притоци на Морава. В тези си граници площта на водосборния ѝ басейн възлиза на 12 772 km², което представлява 47,77% от водосборния басейн на река Морава. Основни притоци: леви – Моравска Дие (68 km), Желетавка, Евишовка, Свратка (174 km); десни – Австрийска (Немска) Тайя (75 km), Пулкау (52 km).
Характерният ландшафтен профил на долината на реката е способствал за изграждането на многочислени средновековни замъци и крепости. В по-късно време реката е използвана за по-мащабни стопнаски цели и по поречието ѝ са изградени няколко язовира и водохранилища.
|                   |                   |                   | Хидродинамика            | Хидродинамика | Хидродинамика | Хидродинамика | Хидродинамика    | Хидродинамика |          |
| Язовир            | название          |                   | Височина на водния стълб | Qav           | Q100          | Qmax.         | Електро- станция | Тип           | Qpp      |
| ----------------- | ----------------- | ----------------- | ------------------------ | ------------- | ------------- | ------------- | ---------------- | ------------- | -------- |
| Вранов            | Вранов            | Вранов            | 348,45                   | 9.74 m3s−1    | 260 m3s−1     | 364 m3s−1     | 18.9 MW          | РВЕЦ          | 45 m3s−1 |
| Зноймо            | Зноймо            | Зноймо            | 225,6                    | 10.25 m3s−1   | 280 m3s−1     | 379 m3s−1     | 1.4 WM           | ХКВЕЦ         | 12 m3s−1 |
| Горни Нове Млини  | Горни Нове Млини  | Горни Нове Млини  | 171,4                    | 13.3 m3s−1    | 290 m3s−1     | N/A           | N/A              | N/A           | N/A      |
| Средни Нове Млини | Средни Нове Млини | Средни Нове Млини | 170,35                   | 40.9 m3s−1    | N/A           | N/A           | N/A              | N/A           | N/A      |
| Долни Нове Млини  | Долни Нове Млини  | Долни Нове Млини  | 170,35                   | 40.9 m3s−1    | 820 m3s−1     | 657 m3s−1     | 2.4 MW           | РВЕЦ          | 48 m3s−1 |

По течението ѝ са разположени националните паркове „Тайятал“ в Австрия и „Подийи“ в Чехия. Долината ѝ е гъсто заселена, като по-големите селища са градовете: Зноймо, Подивин, Бржецлав в Чехия; Вайдховен ан дер Тайя, Ла ан дер Тайя в Австрия.
- Наводнение на Дия в Зноймо, 2006
- Мост над реката в Хардег
- Реката в Бржецлав
- Вестоницко водохранилище
- Замъкът в Раабс-ан-дер-Тайя
- Долината на Тая, Австрия